# Chiesa di Santa Maria delle Nevi (Colle di Val d'Elsa)
La chiesa di Santa Maria delle Nevi è un luogo di culto cattolico che sorge poco fuori dall'abitato di Colle di Val d'Elsa, in località Fabbricciano, sulla destra tra la Porta Nova e la frazione de Le Grazie, in provincia di Siena, all'interno del territorio dell'arcidiocesi di Siena-Colle di Val d'Elsa-Montalcino.

## Storia
Le prime notizie di Fabbricciano e della sua chiesa risalgono al 1134 quando in un documento, dove però si fa riferimento alla chiesa dei Santi Donato e Biagio, si menziona il luogo come inserito nel patrimonio del monastero di Marturi. Anche in altri documenti successivi (1228 e 1379) si fa riferimento alla chiesa di San Biagio. In epoca ancora successiva si fa invece riferimento, in Fabbricciano, ad una chiesa dedicata a santa Maria e san Pietro.
La sua costruzione attuale risale al XVI secolo ed è opera contesa tra Giuseppe Marchini ed Antonio da Sangallo il Vecchio. Apparteneva alla famiglia Sabolini.

## Descrizione
La chiesa di Santa Maria delle Nevi è in stile rinascimentale. L'esterno è caratterizzato dalla facciata, a capanna, con, nella parte inferiore, un portico; questo, coperto con volta a botte, è sorretto anteriormente da quattro colonne ioniche lisce e, lateralmente, da due pilastri a pianta quadrata. Sotto il portico si apre il portale, affiancato da due oculi ovali. Sulla parte posteriore della chiesa vi è il campanile a vela, con due fornici sovrapposti. All'interno, la chiesa è a pianta rettangolare, con navata unica.